# Disparador
|  | Aquest article tracta sobre la part de les armes de foc. Si cerqueu el dispositiu dels aparells fotogràfics, vegeu «obturador». |

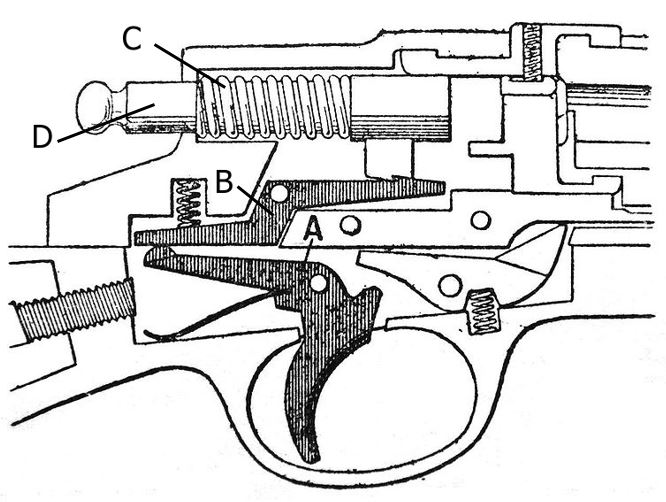
Mecanisme de la cua del disparador en un fusell tipus forrellat.

El disparador, també conegut com a gallet, és un mecanisme de caplleva, amb l'extrem lliure en forma d'arc o de coma, percutor, que s'empra per a disparar una arma de foc tot prement-lo amb el dit (comunament el dit índex), acció que provoca el tret.
El mot disparador també s'empra per a referir-se a dispositius generalment mecànics i similars, que tenen la finalitat de crear una acció determinada. També es fa servir en sentit figurat aplicant-lo a accions, persones, esdeveniments, que "disparen" (provoquen o precipiten) algun canvi, per exemple en un sistema de Base de dades.

## Història
És probable que al martell del pany català es donés el nom de "gallet" pel seu aspecte similar amb un gall quan pica a terra. Anteriorment havien rebut noms de formació similar com cavallet o serpentí, però no s'emprava únicament a les armes de foc, puix que també hi havia, per exemple, la nou (disparador) d'una ballesta.
- 1575. Reals crides i edictes relatius a la ciutat i regne de València, per Vespasiano Gonzaga (1575-1578). Amb detalls sobre els panys de roda i de pedrenyal (“de martellet”).[4]

| « | “ no llevarà les nous de dites ballestes e de les escopetes i arcabuços, no apagarà la mecha i si serà de roda sens desarmar-lo de la roda i alçar lo gallet i llevar lo polvorí de l'acevador, i si serà de martellet sens baxar lo gallet i llevar lo polvorí de l'acevador, sien encorreguts si seràn persones honrrades ipso facto, en pena de perdició de dites armes i de vint-i-cinch liures applicadores: lo terç a l'acusador o prenedor, encara que sia official, e les dues parts als cofrens de Sa Magestat; e si seràn plebeyes en pena de perdre les dites armes i de deu liures aplicadores ut supra.”. | » |
| — Reals crides i edictes relatius a la ciutat i regne de València, per Vespasiano Gonzaga (1575-1578). | |   |

El disparador es pot trobar en la majoria de les armes de foc de mà i s'hi va aplicar pel primer cop a la fi del segle xv, en el pany de metxa, fou modificat al segle xvi en el pany de roda i més tard readaptat en el pany de Miquelet. També va tenir un paper important en la transformació del mosquet en fusell. De llavors ençà duen disparador la major part d'armes de foc individuals, com és el cas del susdit fusell, el revòlver, la pistola, etc.
- L'acció de desparar (una ballesta, un arcabús) va originar la designació antiga de la peça que permetia aquesta acció de tirar: "desparador". En castellà l'acció era "desarmar" i la peça "desarmador".[5] Per influència del català, "desarmar" fou substituït per "disparar" (i la peça "disparador"). El català modern ha adoptat la terminologia castellana.
- El canvi de significat de gallet/martell a gallet/disparador és un exemple d'extensió de significat.

## Descripció

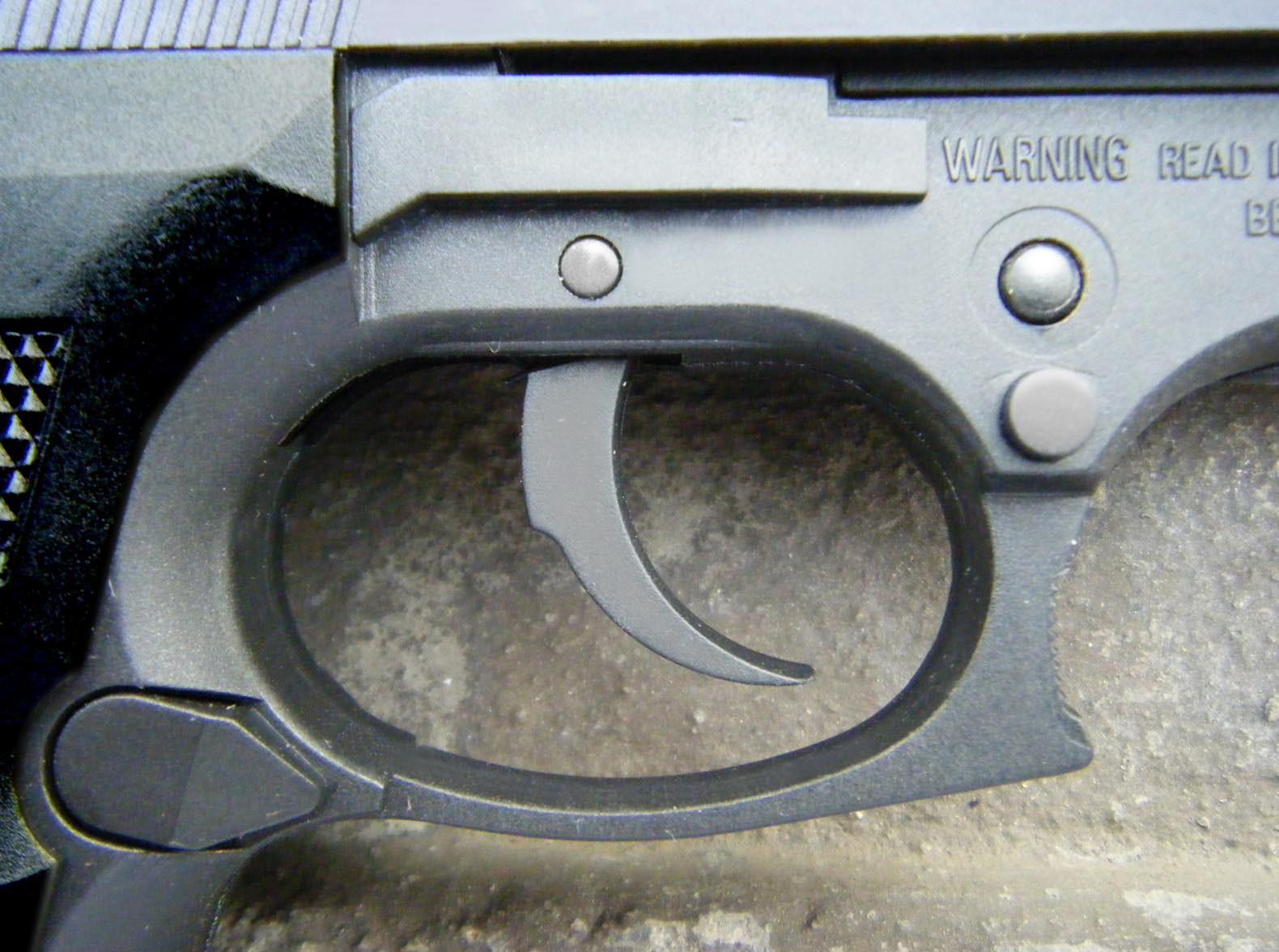
Gallet de pistola amb guardamà que l'envolta

El disparador sol anar protegit per una peça envoltant anomenada guardamà, i pot tenir un sistema de blocatge per a prevenir trets no desitjats que rep el nom de fiador, i també pot tenir una mica de textura per a evitar que rellisqui a la posició de tir. Per exemple, un patró en una pistola pot consistir en ratlles horitzontals, mentre que en una pistola, d'un altre fabricant, el patró de textura pot consistir en esquerdes verticals.
Per tal de garantir el bon funcionament del disparador cal una lubricació adequada en el punt de pivot, de manera que no sigui massa difícil d'accionar, però sense arribar a l'extrem de causar un tret accidental per una excés de lubricació.
Hi ha armes que tenen dos disparadors de joc independent; per exemple, l'escopeta de dos canons. En el cas de l'escopeta de doble canó, cada canó es dispara amb un disparador separat i evidentment cadascun percudeix en el canó que li correspon.
En el cas de les primeres pistoles metralladores, s'utilitzava un disparador per a foc semiautomàtic i un altre per a foc automàtic; en l'actualitat totes funcionen per selector de mode de tir, com el fusell d'assalt.